# Białka Tatrzańska
Białka Tatrzańska település Dél-Lengyelországban, Kis-Lengyelország vajdaságban, Podhale régióban. Kis hegyi üdülőfalu, ahová főként síelni és fürdőzni járnak a turisták. A 2012-ben 2207 állandó lakosa volt.

## Fekvése
Białka Tatrzańska 8 kilométer hosszan nyúlik el, déli végénél a Bélai-havasok völgye található. A napsütéses órák száma magas, éghajlata hegyvidéki. 1975-1998 között a mára megszűnt Újszandeci Vajdasághoz tartozott. Három része van a településnek: Kaniówka, Grapa, Pod Grapą. Zakopanétól 15 kilométerre északkeletre, Bukowina Tatrzańskától 6 kilométerre északra, Krakkótól 75 kilométerre délre fekszik.

## Története
1616-1618 környékén alapították, IV. Ulászló uralkodása alatt, a Morskie Oko és Wołoszyn közelében, a Magas-Tátra erdőségeiben. Eredeti neve Nowa Białka volt, innen ered a Nowobielski családnév is. A falu lakói kezdetben a földművelés mellett pásztorkodással is foglalkoztak, kiváló bőrművesekké képezve magukat. Emellett a szénégetés is népszerű foglalkozás volt. A 18-19-dik század folyamán elsősorban a környékbeli Podhale és Szepes szükségleteinek kielégítésére magas színvonalú szőrméket is készítettek. Lakói a gorálok.

## Kultúra
Kisgyerek korától fogva a városban élt a híres költőnő Hanka Nowobielska (szül. Janina Fiutowska). A helyi Mali Białcanie csoport hagyományőrző és folklór műsorokkal lép fel Lengyelország szerte.

## Turizmus
Fekvéséből adódóan Białka az egyik legszebb és legnépszerűbb téli üdülőközpont, kiváló infrastruktúrával, melyet több síközpont és temérdek szálloda tesz teljessé. A Białka patak az extrém-sportok szerelmeseinek kínál lehetőségeket. 2011-ben termálfürdő nyílt a településen. A téli időszakban időnként a településen jelenlévő turisták száma háromszorosan meghaladja a helyi lakosok számát.

## Látnivalók
- Szt. Simon és Szt. Júdás Taddeus fatemplom (épült: 1700 körül)

## Magyar vonatkozás
Esterházy-gróf az 1711-es pestisjárványban kiürült Derenk településre 1717-ben Białka Tatrzańskából és Bukowina Tatrzańskából telepített le gurál lengyeleket. A derenki lengyel lakosság a trianoni békediktátum után népszavazáson elutasította a Csehszlovákiához történő csatolást, így a település Magyarország része maradt. Noha a települést mára lerombolták, és a falu lengyel lakossága szétszóródott (főként Borsod-Abaúj-Zemplén megyében), a mai napig őrzik identitásukat, sokuk beszéli a helyi lengyel dialektust, és évente egyszer, az egykori búcsú napján, visszatérnek Derenkre megemlékezni.
1. ↑  https://bdl.stat.gov.pl/api/v1/data/localities/by-unit/011216917032-0418314?var-id=1639616&format=jsonapi. (Hozzáférés: 2022. október 4.)